# 国際地理学連合
国際地理学連合（こくさいちりがくれんごう、英語: International Geographical Union、略称：IGU、フランス語: Union Géographique Internationale、略称：UGI）は、地理学に関する国際的な学会である。第1回国際地理学会議（こくさいちりがくかいぎ、International Geographical Congress、IGC）は1871年にベルギーのアントウェルペンで開催された。その後、1922年にベルギー・ブリュッセルで開かれた大会で、恒久的な組織の設立が決定し、正式に発足した。
国際地理学連合は34の研究委員会（commission）と4つの特別委員会（task force）を有する。研究委員会の扱う課題は応用地理学、ジェンダー地理学、海洋地理学、景観分析など多岐にわたる。
国際地理学連合は、国際的な学術組織の間を調整する団体として知られる国際科学会議（ICSU）と国際社会科学協議会（International Social Science Council、ISSC）に加盟している。

## 目的
国際地理学連合は7つの目的及び目標を掲げている。
1. 地理学的な課題の研究を促進すること
2. 国際協力が求められるような地理学的調査の着手及び調整と、調査結果の科学的な議論及び公表を促進すること
3. 関連する国際機関の活動への地理学者の参加の機会を提供すること
4. 加盟国間の地理学的なデータや文書の収集及び提供を容易にすること
5. 国際地理学会議や地域会議、国際地理学連合の目的にかなう特別シンポジウムを開催すること
6. その他研究や地理学の応用に資する国際協力に適切な形で参加すること
7. 研究手法、学術用語、地理学で用いられる記号の国際標準化あるいは互換化を促進すること

## 日本との関わり
現在、IGU日本委員会（National Committee of Japan for IGU）は、日本学術会議の地球惑星科学委員会内に設けられた「IGU分科会」として組織されている。
日本では、1957年に東京でIGUと日本学術会議の共催によって地域集会が開催された。また、1980年には東京で国際地理学会議が開催された。その折には、同時に開催された国際地図学会議と併せて記念切手が発行された。その後、「2013年京都国際地理学会議」も開催された。
日本から選出されたIGU会長は、氷見山幸夫のみである。副会長職（複数名）はこれまでに山崎直方、木内信蔵、多田文男、吉野正敏、田邉裕、氷見山幸夫が務めている。

## 歴代会長
| 氏名                           | ラテン文字表記        | 在任期間                   | 国籍           |
| ------------------------------ | --------------------- | -------------------------- | -------------- |
| ロラン・ボナパルト             | Roland Bonaparte      | 1922–1924                  | フランス       |
| ニコラ・ヴァッケリ             | Nicola Vacchelli      | 1924–1928                  | イタリア       |
| ロベール・ブルジョア           | Robert Bourgeois      | 1928–1931                  | フランス       |
| イザイア・ボウマン             | Isaiah Bowman         | 1931–1934                  | アメリカ合衆国 |
| チャールズ・クローズ           | Charles Close         | 1934–1938                  | イギリス       |
| エマニュエル・ドゥ・マルトンヌ | Emmanuel de Martonne  | 1938–1949                  | フランス       |
| ジョージ・クレッセイ           | George Cressey        | 1949–1952                  | アメリカ合衆国 |
| ダドリー・スタンプ             | L. Dudley Stamp       | 1952–1956                  | イギリス       |
| ハンス・アールマン             | Hans W. Ahlmann       | 1956–1960                  | スウェーデン   |
| カール・トロール               | Carl Troll            | 1960–1964                  | ドイツ         |
| シバ・チャッタージー           | Shiba P. Chatterjee   | 1964–1968                  | インド         |
| スタニスワフ・レシチニスキ     | Stanisław Leszczycki  | 1968–1972                  | ポーランド     |
| ジャン・ドレッシュ             | Jean Dresch           | 1972–1976                  | フランス       |
| マイケル・ワイズ               | Michael J. Wise       | 1976–1980                  | イギリス       |
| アキン・L・マボグンジェ        | Akin L. Mabogunje     | 1980–1984                  | ナイジェリア   |
| ピーター・スコット             | Peter Scott           | 1984–1988                  | オーストラリア |
| ローランド・フックス           | Roland J. Fuchs       | 1988–1992                  | アメリカ合衆国 |
| ヘルマン・フェアスタッペン     | Herman Th. Verstappen | 1992–1996                  | オランダ       |
| ブルーノ・メッセーリ           | Bruno Messerli        | 1996–2000                  | スイス         |
| アン・バティマー               | Anne Buttimer         | 2000–2004                  | アイルランド   |
| アダルベルト・ヴァレーガ       | Adalberto Vallega     | 2004–2006 （在任中に逝去） | イタリア       |
| ホセ・パラシオ・プリエト       | José Palacio-Prieto   | 2006–2008                  | メキシコ       |
| ロナルド・F・アブラー          | Ronald Francis Abler  | 2008–2012                  | アメリカ合衆国 |
| ウラジーミル・コロソフ         | Vlafimir Kolossov     | 2012–2016                  | ロシア         |
| 氷見山幸夫                     | Yukio Himiyama        | 2016−現在                  | 日本           |

## 事務局長
| 氏名                                              | ラテン文字表記                         | 在任期間  | 国籍             |
| ------------------------------------------------- | -------------------------------------- | --------- | ---------------- |
| チャールズ・クローズ                              | Charles Close                          | 1922–1928 | イギリス         |
| フィリッポ・デ・フィリッピ                        | Filippo de Filippi                     | 1928–1931 | イタリア         |
| エマニュエル・ドゥ・マルトンヌ                    | Emmanuel de Martonne                   | 1931–1938 | フランス         |
| ポール・ミコッテ マルグリット・アリス・レフェブレ | Paul Michotte Marguerite-Alice Lef?vre | 1938–1949 | ベルギー         |
| ジョージ・キンブル                                | George H. T. Kimble                    | 1949–1956 | カナダ           |
| ハンス・ベーシュ                                  | Hans Boesch                            | 1956–1968 | スイス           |
| チョーンシー・ハリス                              | Chauncy D. Harris                      | 1968–1976 | アメリカ合衆国   |
| ヴァルター・マンシャルト                          | Walther Manshard                       | 1976–1984 | ドイツ           |
| レスゼク・コシスキー                              | Leszek A. Kosiski                      | 1984–1992 | カナダ           |
| エクカルト・エーラス                              | Eckart Ehlers                          | 1992–2000 | ドイツ           |
| ロナルド・アブレー                                | Ronald Francis Abler                   | 2000–2008 | アメリカ合衆国   |
| 柳 佑益                                           | Yu Woo-ik                              | 2008–2010 | 韓国             |
| マイケル・メドウズ                                | Michael Meadows                        | 2010–現在 | 南アフリカ共和国 |